# Bobbel (single)
Bobbel is een single van de Nederlandse muziekgroep ChildsPlay met de eveneens Nederlandse zanger Jayh uit 2015.

## Achtergrond
Bobbel is geschreven door Donald Hoitink, Jaouad Ait Taleb Nasser, Steven Keanu Tandaju en Steven Mimoun Kwik en geproduceerd door Donald Hoitink, Steven Keanu Tandaju en Steven Mimoun Kwik. Het seksueel getinte nummer gaat over dansen van een vrouw met een man waarbij de vrouw vervolgens de "bobbel in de broek" van de man kan voelen als ze tegen hem aan danst. Op de B-kant van de single staat een instrumentale versie van het lied. De single heeft in Nederland de platina status.

## Hitnoteringen
Het nummer was het eerste lied van ChildsPlay wat een notering had in de Single Top 100. Het kwam daar tot de 53e plek. Het kwam daarnaast tot een vijfde positie van de Tipparade.